# Vasalóház (Szeged)
A szegedi Vasalóház 1912-1913-ban épült Baumhorn Lipót tervei alapján szecessziós stílusban. Nevét különleges alakjáról kapta.

## Története
Az épületre először nem kapták meg az építési engedélyt, mert a beépítetlenül hagyandó területből 29 m² hiányzott; végül méltányolták az érvelést, mely szerint a telek szabálytalan alakja nem teszi lehetővé másképpen a lakások kialakítását az épületben, az udvar felé pedig másodlagos helyiségek néznek, melynek világítása és szellőzése elfogadható.
Az épület főbejárata a Takaréktár utca felől nyílik, másik bejárata a Horváth Mihály utcáról. A földszinten tíz üzletet alakítottak ki raktárakkal, valamint házmesteri lakást. A mezzaninszinten 17 irodahelyiség épült, az emeleten lakások, három- és ötszobásak.